# あきたにまさみ
あきたに まさみは、日本の漫画家。近年はわんべえ名義で活動を行っており、同人サークル「あきぶん」（旧あきたにまさみ文庫）を主宰。『週刊マーガレット』などにおいて少女漫画の連載を持っていた。コンピュータRPG『ウェディングドレスファイター』（後述）の作者でもある。

## 漫画作品
- 『タルトはいかが?』 - 『週刊マーガレット』において連載。
  - 『タルトはいかが? 1』集英社、1989年。ISBN 978-4-08-849476-0
  - 『タルトはいかが? 2』集英社、1989年。ISBN 978-4-08-849574-3
- 『与作物語』 - 『Margaret』において連載。
- 『ネクラ子ちゃん』 - 同上。
- 『うっきうき人魚 メルヘンちゃん』 - 『ぴょんぴょん』1992年1月号から同年10月号にかけて連載[3]。

## ウェディングドレスファイター
RPGツクール2000製のロールプレイングゲーム。『テックウィンDVD』2006年1月号（2005年12月8日発売）のコンテストパークにおいて金賞を受賞した。

### 概要
主人公のウェディーが、2週間後に催されることになったダーリングとの結婚式に間に合うよう、剣士ライラック・ウェイトレスのウノミィ・魔法使いヤッカミーの3人とともに「セレモ村の大聖堂」を目指すというストーリーになっており、宿に一泊するとゲーム中の日付が1日経過する。会話イベントにおける選択肢によって、仲間の能力値やその後のストーリーに変化が生じ、仲間との「友好度」などによって異なるエンディングに到達する。
なおわんべえは「あきぶんのオリジナルゲームはすべて実況動画や二次創作大歓迎」としており、「大きなネタバレがあるときは、タイトルなどにその旨を書き添えていただければ」と述べている。

### 制作背景
わんべえは「女の子4人の賑やかな旅をイメージして」制作したとしており、メンデルスゾーンの『結婚行進曲』をテーマ曲にした物語を作ろうと思ったことが制作のきっかけであったと述べている。本作は漫画『ウェディングドレスファイター』が元になっており、当初は漫画の内容と同じ「短編ギャグRPG」という構想であったが、「だんだんエピソードやイベントが膨らんで、何度も作り直し」た結果、まったく異なる「ファンタジーコメディーRPG」になったとしている。
開発の際に苦労した点として、テストプレイとバグ取りを繰り返したことをあげている。わんべえは「多くのRPGでは、仲間になるまでの物語は凝っていても、同行するようになると、それぞれの存在感が希薄になってしまう」と感じており、本作では「町や宿屋ではできる限り仲間は別行動にして、各々のエピソードを強調するようにした」ため、フラグスイッチが複雑になってしまったと述べている。なお製作期間は5年であるが、そのうち4年ほどは「試行錯誤だけで浪費」したとしている。

### 評価
テックウィンコンテストパークでは、「主人公の選択や仲間との関係によってストーリー展開が変化するところがおもしろい」と評価されており、「各種イベントや最後の試練にも工夫が施されていて、これだけの要素を破綻させずに組み込むだけでも制作に力が入っていることがわかる」と評されている。そして「護衛の仲間との関係性を重視したゲームシステムが愉快」であり、信頼を得られたかどうかによってエンディングの内容も変化するため「非常に芸が細かい」と評されている。
ベクターの「新着ソフトレビュー」では、「仲間の3人の少女がいずれも個性的で生き生きと描かれており、彼女たちとの会話やイベントが豊富に用意されている」と評されている。また「仕掛けやフラグなどがとても細かく、念入りに設定されている」ため、トゥルーエンドを迎えるには「ゲーム全体に散りばめられた仕掛けをある程度把握」する必要があり難易度は高いが、「トゥルーエンド以外にも魅力的なエンディングが用意されており、むしろそちらの方が真のエンディングではないかと感じられる部分もある」とされている。
『次世代フリーゲームの殿堂』（英和出版社）では、「旅の日筋は基本的に一本道だが、イベントは見たいが残り日数も…というジレンマを楽しめる」と評されており、「日数制限が厳しく見えるが、ある程度のスケジュールを終えてから余った日数で戻る余裕はある」ともされている。